# جون كرافين (رجل أعمال)
جون كرافين (بالإنجليزية: John Craven)‏ هو شخصية أعمال جنوب أفريقي، ولد في 23 أكتوبر 1940.